# المديرة (حجة)
المديره هي إحدى قرى الجمهورية اليمنية. تتبع جغرافيا لمحافظة حجةو إداريًا لمديرية خيران المحرق. يبلغ تعداد سكانها 3597 نسمة حسب الإحصاء الذي أجري عام 2004.